# Guerre d'indépendance ukrainienne
 (février 2022).
Si vous disposez d'ouvrages ou d'articles de référence ou si vous connaissez des sites web de qualité traitant du thème abordé ici, merci de compléter l'article en donnant les références utiles à sa vérifiabilité et en les liant à la section « Notes et références ».
Première Guerre mondiale, Guerre civile russe
La guerre d'indépendance ukrainienne est une série de conflits impliquant de nombreux adversaires ayant duré de 1917 à 1921 et ayant abouti à la création et au développement d'une république ukrainienne, dont la majeure partie a ensuite été absorbée par l'Union Soviétique sous le nom de République socialiste soviétique d'Ukraine de 1922 à 1991.
La guerre consistait en des conflits militaires entre différentes forces gouvernementales, politiques et militaires. Les belligérants comprenaient des nationalistes ukrainiens, des anarchistes ukrainiens, des bolcheviks ukrainiens, les forces de l'Allemagne et de l'Autriche-Hongrie, l'armée des volontaires russes blancs et les forces de la deuxième république polonaise. Ils ont lutté pour le contrôle de l'Ukraine après la révolution de février (mars 1917) dans l'Empire russe. Les forces alliées de la Roumanie et de la France ont également été impliquées. La guerre dura de février 1917 à novembre 1921 et aboutit à la division de l'Ukraine entre la RSS d'Ukraine bolchévique (en), la Pologne, la Roumanie et la Tchécoslovaquie.
Le conflit est fréquemment vu dans le cadre du front sud (en) de la guerre civile russe de 1917 à 1923, ainsi que de la phase finale du front de l'est de la Première Guerre mondiale de 1914 à 1918. Elle est aussi vue en parallèle de la guerre soviéto-ukrainienne.

## Contexte

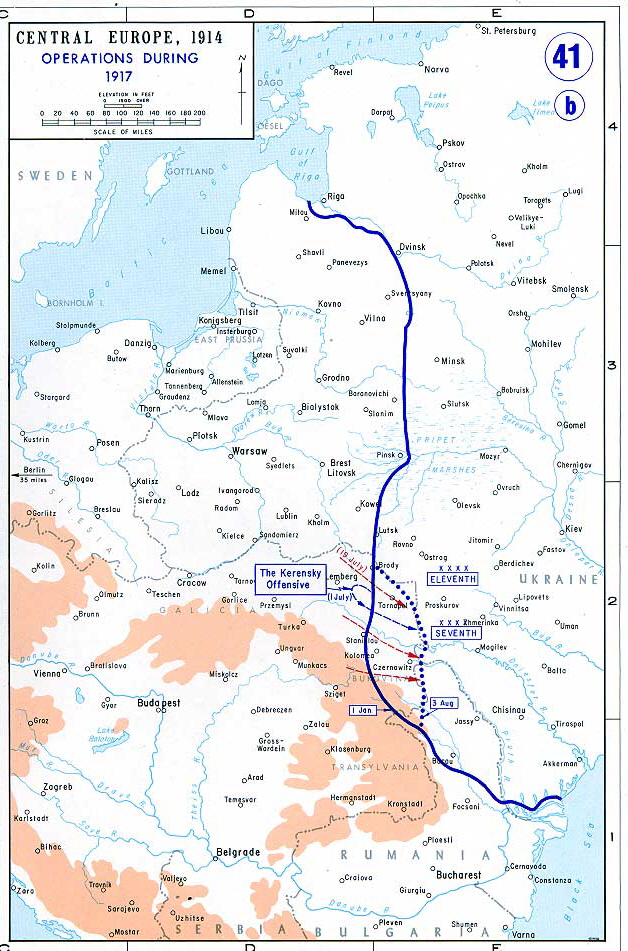
Front de l'est de la Première Guerre mondiale en 1917.

Pendant la Première Guerre mondiale, l'Ukraine était en première ligne des principaux combattants : l'Entente, alliée de l'Empire russe et de la Roumanie, et les puissances centrales de l'Empire allemand et de l'Autriche-Hongrie. Au début de l'année 1917, après l'offensive Broussilov de l'armée impériale russe (stratégiquement réussie mais coûteuse en termes d'effectifs de l'armée) les forces du tsar tenaient une ligne de front qui reprenait partiellement la Volhynie et l'est de la Galicie.
La révolution de février 1917 a encouragé de nombreux groupes ethniques de l'Empire russe à exiger une plus grande autonomie et divers degrés d'autodétermination. Un mois plus tard, la République populaire ukrainienne a été déclarée à Kiev en tant qu'entité autonome étroitement liée au gouvernement provisoire russe et gouvernée par une Tsentralna Rada ("Conseil central") dominée par les socialistes. Le gouvernement provisoire faible et inefficace de Petrograd a poursuivi sa loyauté envers l'Entente et la guerre de plus en plus impopulaire, lançant l'offensive Kerenski à l'été 1917. Cette offensive a été un désastre complet pour l'Armée russe. La contre-attaque allemande a fait perdre à la Russie tous ses gains de 1916 et a ruiné le moral de son armée, ce qui a provoqué la désintégration presque complète des forces armées et de l'appareil gouvernemental dans tout le vaste Empire russe.
De nombreux soldats et officiers déserteurs (en particulier les ukrainiens de souche) avaient perdu confiance dans l'avenir de l'Empire et ont trouvé dans la Rada centrale de plus en plus autodéterminée une alternative beaucoup plus favorable. Nestor Makhno a commencé son activité anarchiste dans le sud de l'Ukraine en désarmant des soldats et des officiers russes déserteurs qui traversaient la rivière Haychur à côté de Houliaïpole, tandis qu'il y avait à l'est, dans le bassin industriel du Donbass, de fréquentes grèves de syndicats infiltrés par les bolcheviks.

## L'Ukraine après la révolution russe

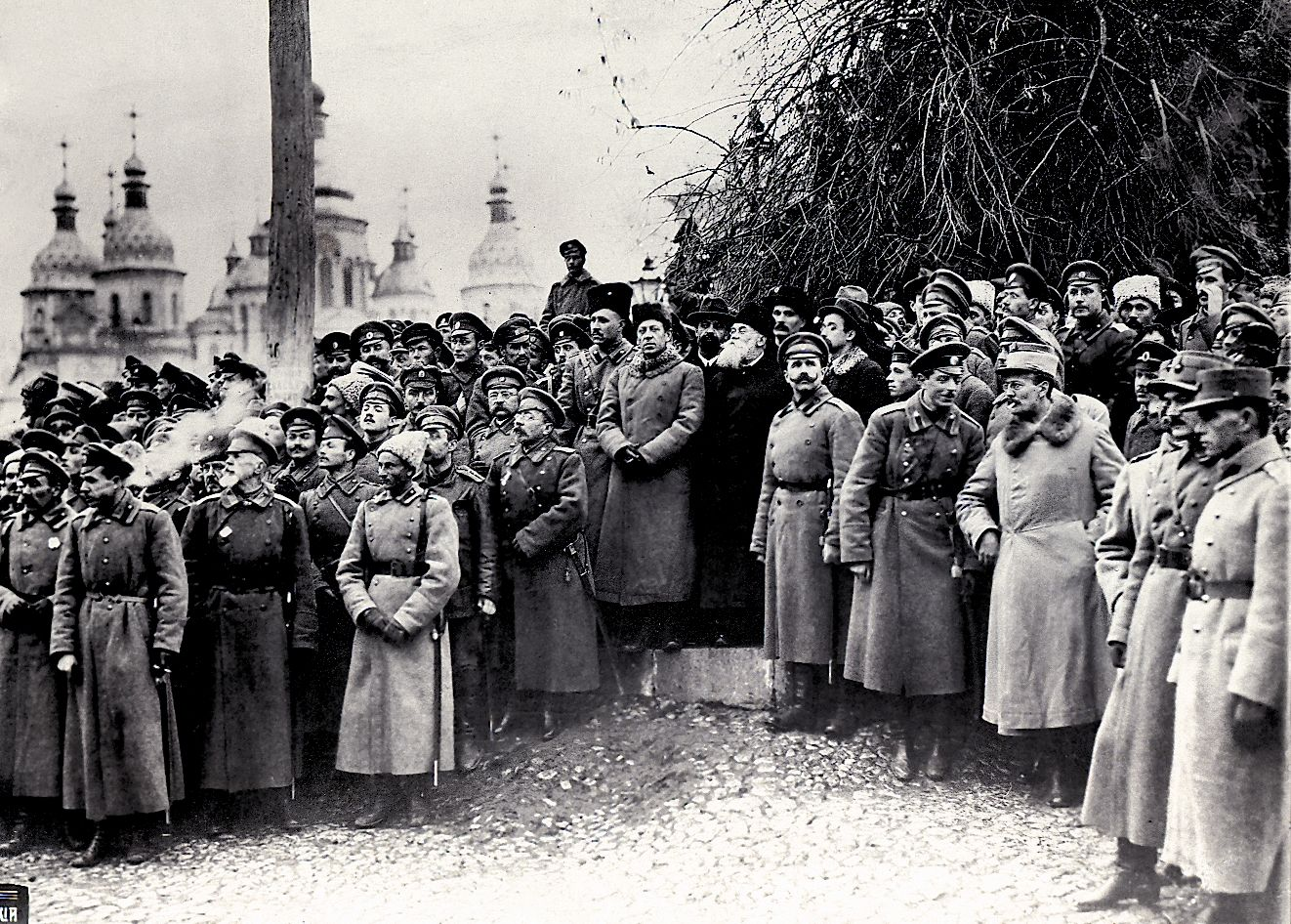
l'élite militaire ukrainienne lors du 3e Congrès en 1917

Tout cela a conduit à la Révolution d'Octobre à Petrograd, qui s'est rapidement propagée dans tout l'empire. Le soulèvement de Kiev en novembre 1917 a conduit à la défaite des forces de la République russe dans la capitale. Peu de temps après, la Rada centrale a pris le pouvoir à Kiev, tandis que fin décembre 1917, les bolcheviks ont créé une république ukrainienne rivale dans la ville orientale de Kharkov (ukrainien : Kharkiv), initialement appelée "République populaire ukrainienne". Les hostilités contre le gouvernement de la Rada centrale à Kiev ont commencé immédiatement. Dans ces circonstances, la Rada a déclaré l'indépendance de l'Ukraine (en) le 22 janvier 1918 et a rompu les liens avec la Russie. Comme dans le cas des pays baltes, l'indépendance de la République populaire ukrainienne n'a pas été reconnue par le nouveau gouvernement soviétique de Russie.

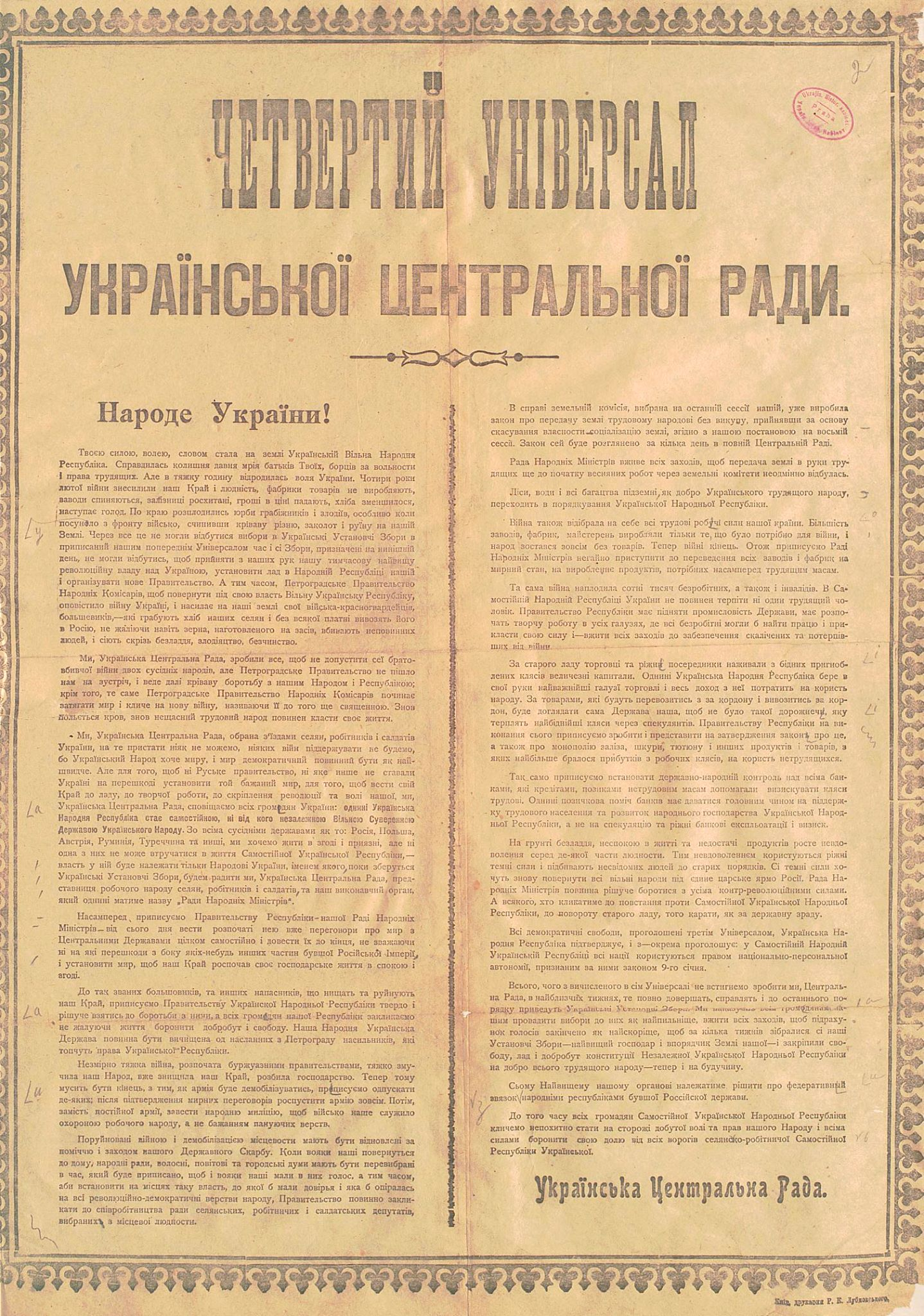
Le Quatrième Universel, qui a proclamé l'indépendance de la République populaire ukrainienne

La Rada disposait d'une force armée limitée (l'armée populaire ukrainienne) et était pressée par le gouvernement de Kharkov qui recevait des hommes et des ressources de la République soviétique de Russie. En conséquence, les bolcheviks ont rapidement envahi Poltava, Aleksandrovsk (actuel Zaporijjia) et Yekaterinoslav (actuel Dnipro) en janvier 1918. Dans toute l'Ukraine, les bolcheviks locaux ont également formé les républiques soviétiques d'Odessa et de Donetsk-Krivoï Rog et Nestor Makhno a formé dans le sud le Territoire libre (une région anarchiste) et a allié ses forces avec les bolcheviks. Aidés par le précédent soulèvement de l'arsenal de Kiev, les gardes rouges sont entrés dans la capitale le 9 février 1918. Cela a forcé la Rada centrale à évacuer vers Jytomyr. Entre-temps, les roumains ont pris la Bessarabie. La plupart des unités restantes de l'armée russe se sont alliées aux bolcheviks ou ont rejoint l'armée populaire ukrainienne. Une exception notable était le colonel Mikhaïl Drozdovski, qui a fait marcher son unité de l'armée des volontaires blancs à travers l'ensemble de la Nouvelle Russie jusqu'au fleuve Don, battant les forces de Makhno dans le processus.

## Intervention allemande et Hetmanat (1918)

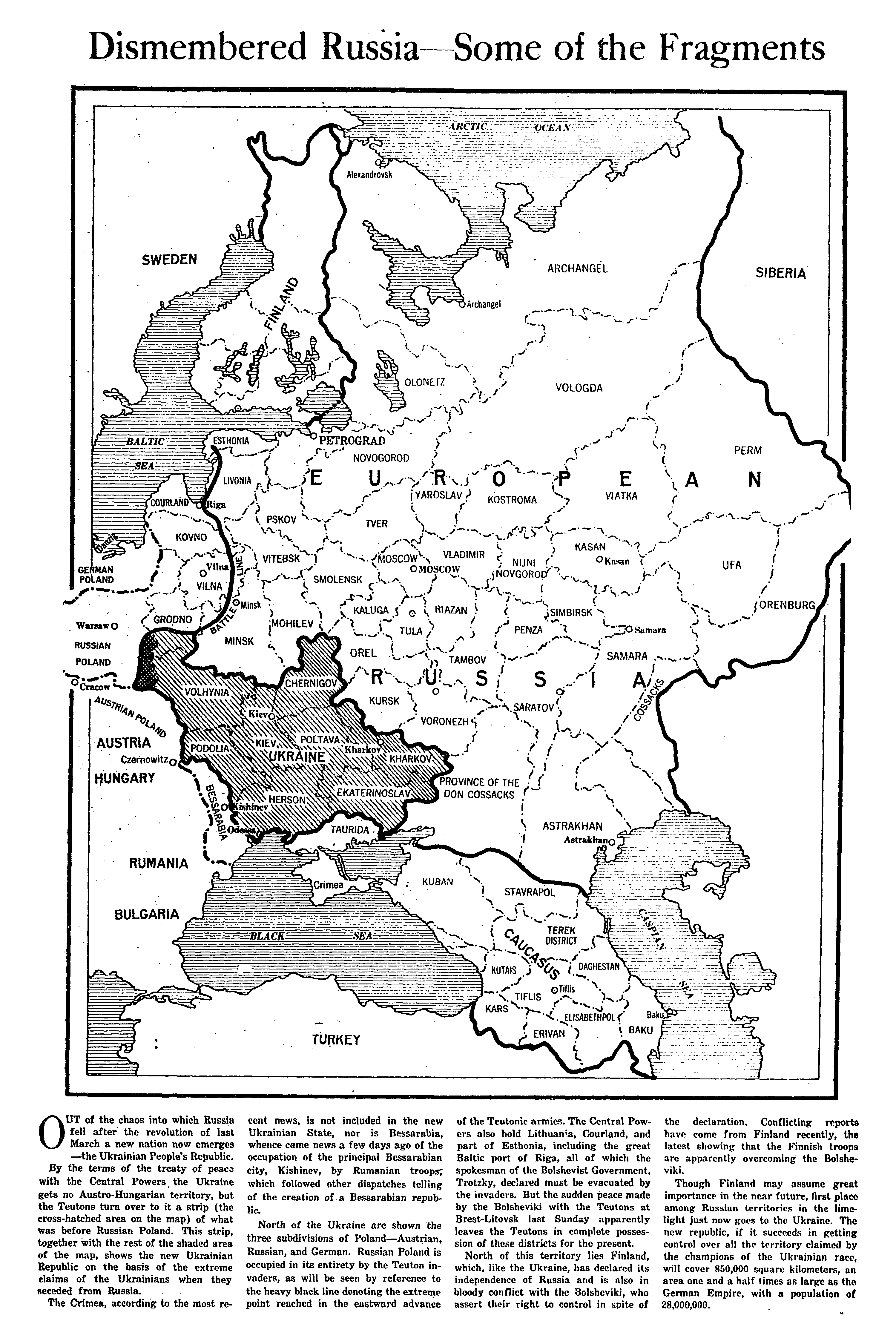
Territoires revendiqués par la République populaire ukrainienne avant l'annexion des terres ukrainiennes à l'Autriche-Hongrie (article de février 1918 du New York Times).

Confrontée à une défaite imminente, la Rada se tourna vers ses adversaires encore hostiles (les puissances centrales) pour une trêve et une alliance, qui fut acceptée par l'Allemagne dans le premier traité de Brest-Litovsk (signé le 9 février 1918) en échange d'une aide désespérément nécessaire de vivres que la République populaire ukrainienne fournirait aux allemands. Les armées impériales allemandes et austro-hongroises ont ensuite chassé les bolcheviks d'Ukraine, prenant Kiev le 1er mars. Deux jours plus tard, les bolcheviks ont signé le traité de Brest-Litovsk, qui a officiellement mis fin aux hostilités sur le front oriental de la Première Guerre mondiale et a laissé l'Ukraine dans une sphère d'influence allemande.

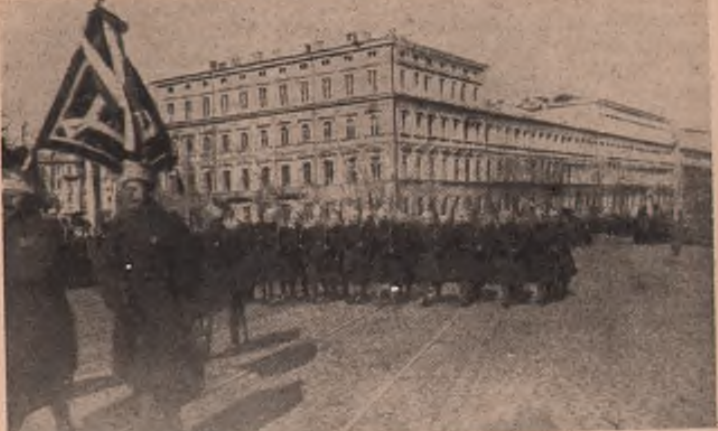
Bataillons ukrainiens à Kiev, 1918

L'armée populaire ukrainienne a pris le contrôle du bassin du Donbass en avril 1918. Toujours en avril 1918, la Crimée a été débarrassée des forces bolcheviques par les troupes ukrainiennes et l'armée impériale allemande. Le 13 mars 1918, les troupes ukrainiennes et l'armée austro-hongroise ont sécurisé Odessa. Le 5 avril 1918, l'armée allemande prend le contrôle d'Ekaterinoslav, et 3 jours plus tard de Kharkov. En avril 1918, tous les gains bolcheviques en Ukraine étaient perdus; cela était dû à l'apathie des habitants et aux compétences de combat alors inférieures de l'Armée rouge par rapport à leurs homologues austro-hongrois et allemands.

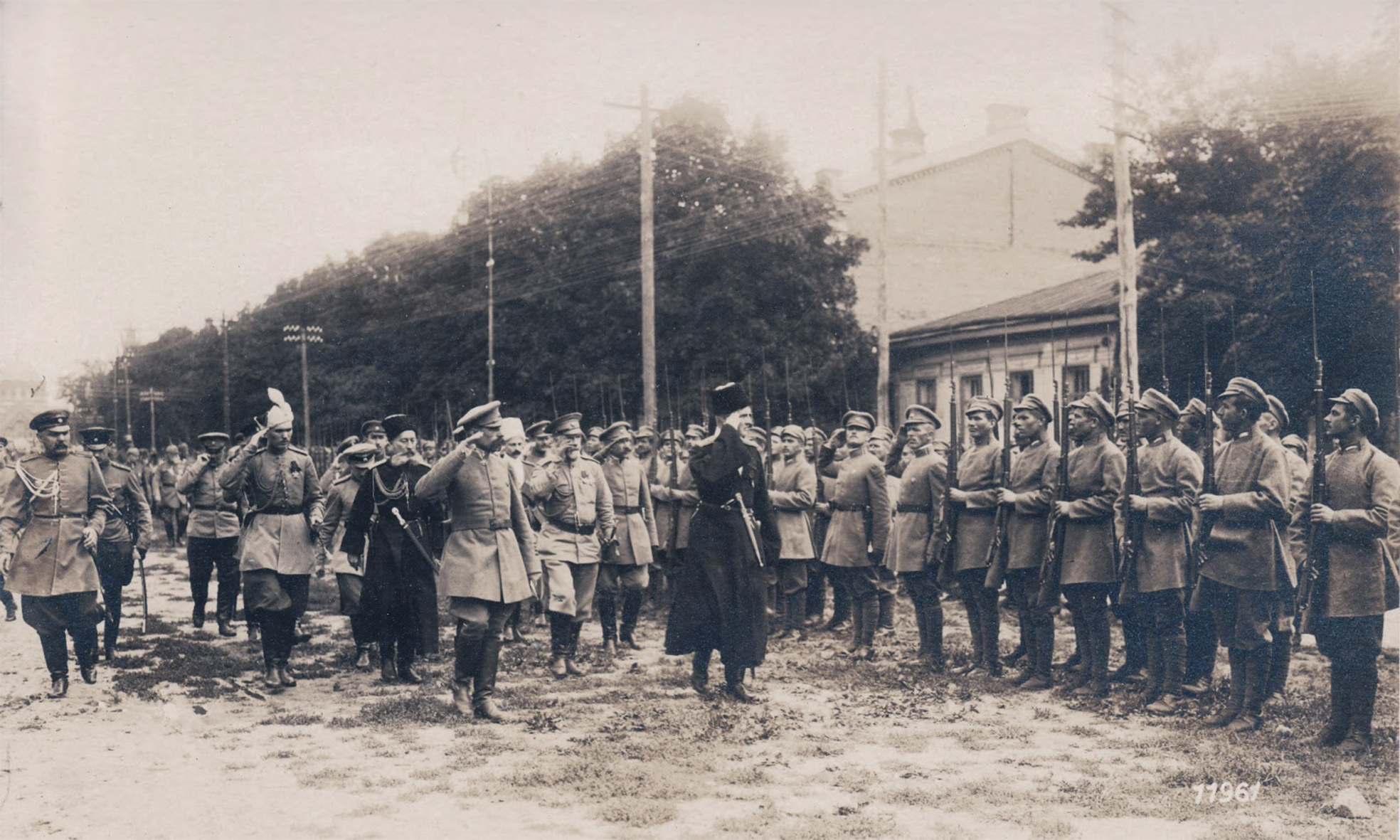
Skoropadsky au défilé à Kiev

Pourtant, les troubles se sont poursuivis dans tout l'est de l'Ukraine, où les bolcheviks locaux, les groupes d'autodéfense paysans connus sous le nom d'"armées vertes" et l'armée anarchiste révolutionnaire insurrectionnelle d'Ukraine ont refusé de se subordonner à l'Allemagne. L'ancien général de l'armée impériale russe Pavlo Skoropadsky a mené avec succès un coup d'État soutenu par l'Allemagne contre la Rada le 29 avril. Le nouveau gouvernement avait des liens étroits avec Berlin, mais Skoropadsky n'a jamais déclaré la guerre à aucune des puissances de la Triple Entente ; il a également placé l'Ukraine dans une position qui en faisait un refuge sûr pour de nombreuses personnes de la classe moyenne et supérieure fuyant la Russie bolchevique, et tenait à recruter de nombreux anciens soldats et officiers de l'armée russe.
Malgré les harcèlements sporadiques de Makhno, le territoire de l'Hetmanat jouit d'une paix relative jusqu'en novembre 1918 ; lorsque les puissances centrales ont été vaincues sur le front occidental, l'Allemagne s'est complètement retirée de l'Ukraine. Skoropadsky quitta Kiev avec les allemands, et l'Hetmanat fut à son tour renversé par le Directoire socialiste.

## Reprise des hostilités (1919)

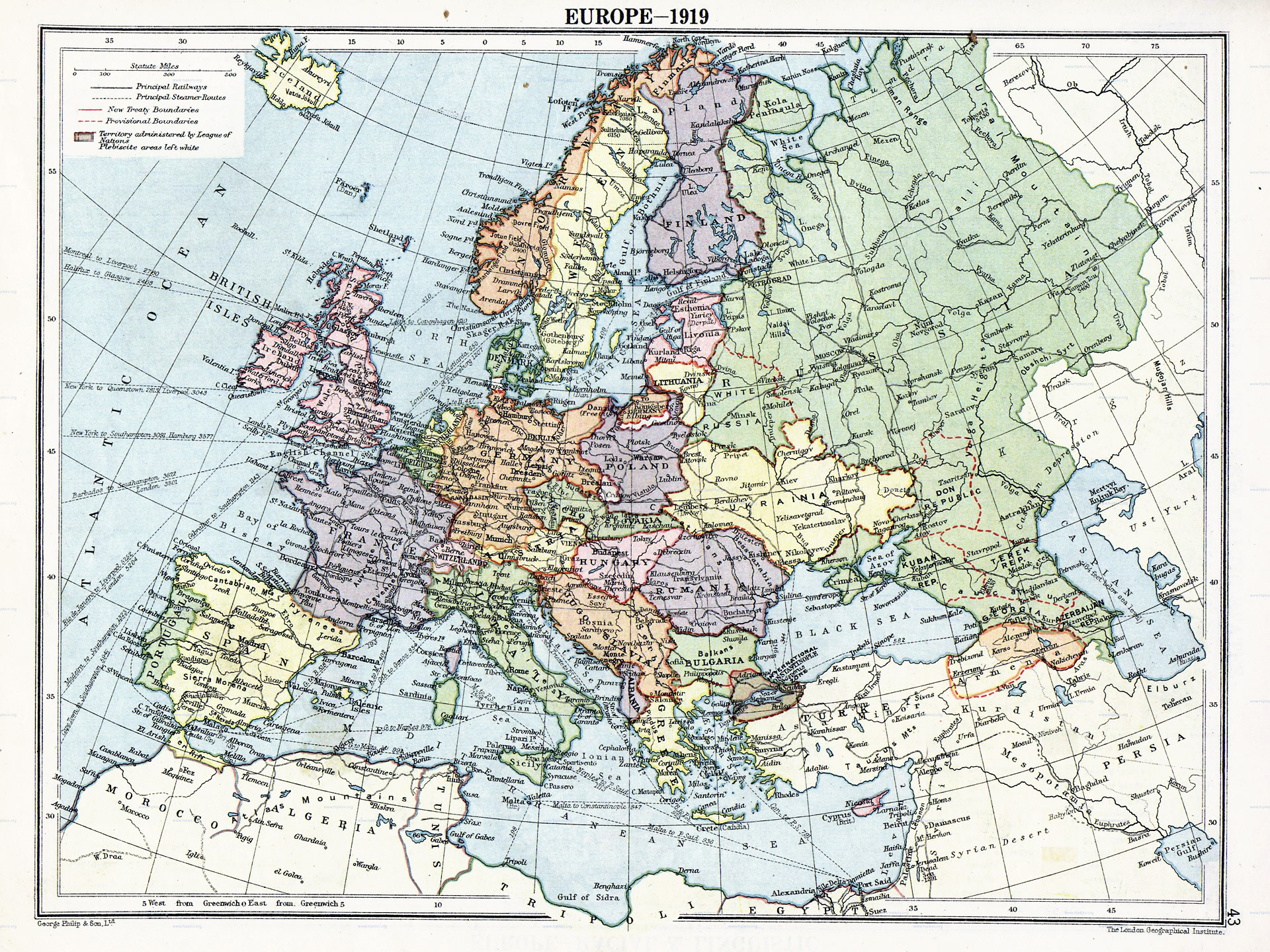
L'Europe en 1919 après les traités de Brest Litovsk.

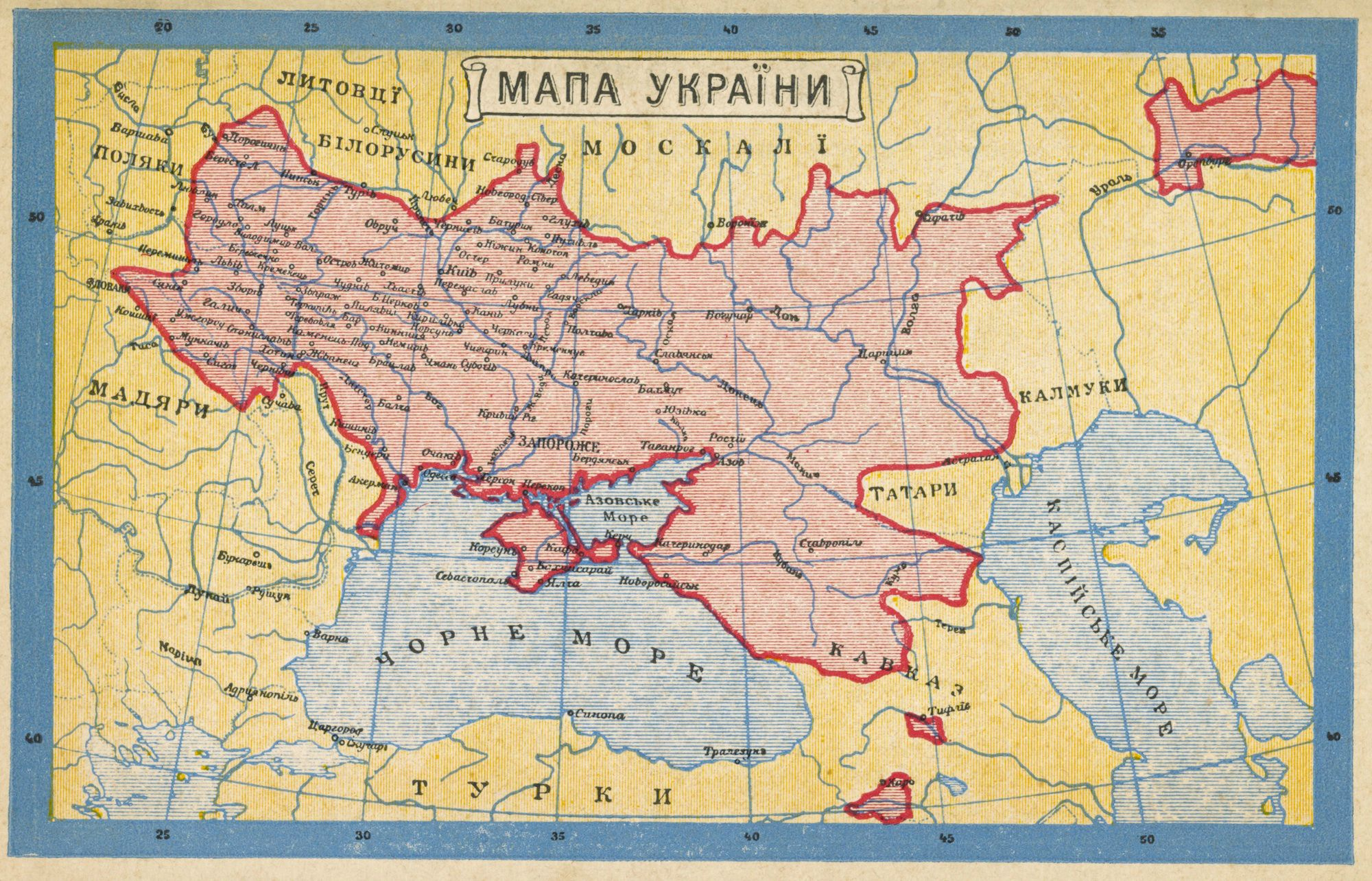
L'Ukraine d'après une ancienne carte postale de 1919.

Triangle de la mort, automne 1919 (Les forces de l'UPR sont marquées en jaune

Presque immédiatement après la défaite de l'Allemagne, le gouvernement de Lénine a annulé leur traité de Brest-Litovsk (que Léon Trotsky a décrit comme "pas de guerre, pas de paix") et a envahi l'Ukraine et d'autres pays d'Europe de l'Est qui ont été formés sous la protection allemande. Simultanément, l'effondrement des puissances centrales affecte l'ancienne province autrichienne de Galicie, peuplée d'ukrainiens et de polonais. Les ukrainiens ont proclamé une République populaire d'Ukraine occidentale (WUNR) en Galicie orientale, qui souhaitait s'unir à la République populaire ukrainienne (UNR) ; tandis que les polonais de la Galicie orientale (qui étaient principalement concentrés à Lwów (ukrainien : Lviv)) ont fait allégeance à la deuxième République polonaise nouvellement formée. Les deux camps sont devenus de plus en plus hostiles l'un à l'autre. Le 22 janvier 1919, la République populaire d'Ukraine occidentale et la République populaire d'Ukraine ont signé un Acte d'union à Kiev. En octobre 1919, l'armée galicienne ukrainienne du WUNR fut vaincue par les forces polonaises dans la guerre polono-ukrainienne et la Galicie orientale fut annexée à la Pologne ; la conférence de la paix de Paris de 1919 accorde la Galicie orientale à la Pologne pour 25 ans.
La défaite de l'Allemagne avait également ouvert la mer Noire aux Alliés, et à la mi-décembre 1918, des forces mixtes sous commandement français furent débarquées à Odessa et Sébastopol, et des mois plus tard à Kherson et Nikolaïev (ukrainien : Mykolaïv). La cause et le but de l'intervention française n'étaient pas tout à fait clairs. Les chefs militaires français ont rapidement été désabusés par les querelles internes au sein des forces anti-bolcheviques qui empêchaient une collaboration efficace contre les pressions bolcheviques, et ils ont particulièrement critiqué l'armée des volontaires russes blancs pour son arrogance envers la population locale. De forts sentiments anti-étrangers parmi les ukrainiens ont convaincu les officiers français qu'une intervention dans ce climat d'hostilité était vouée à l'échec sans un soutien massif. Lorsque le gouvernement français n'a pas fourni suffisamment d'équipement et de main-d'œuvre pour de vastes opérations militaires, l'armée française a été vaincue par les forces pro-bolcheviques et des officiers français ont conseillé à Paris de retirer l'expédition d'Odessa et de Crimée.

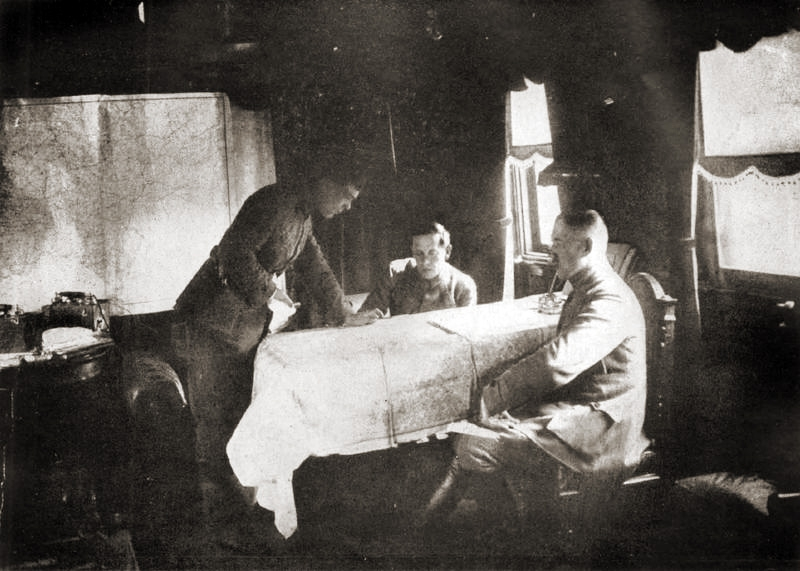
Petlioura dans le train, 1919

Une nouvelle et rapide offensive bolchevique envahit la majeure partie de l'est et du centre de l'Ukraine au début de 1919. Kiev (sous le contrôle de la direction de Symon Petlioura) tomba à nouveau aux mains de l'Armée rouge le 5 février, et le gouvernement ukrainien soviétique en exil fut rétabli en tant que République socialiste soviétique d'Ukraine, se déplaçant à Kiev le 15 mars. La République populaire ukrainienne (UNR) a fait face à une défaite imminente contre les bolcheviks (elle a été réduite à une bande de terre le long de la frontière polonaise avec sa capitale se déplaçant de Vinnytsia à Proskurov (actuel Khmelnytskyï), puis à Kamianets-Podilskyï, et enfin à Rivne). Mais l'UNR a été sauvée lorsque les armées bolcheviques ont dû se regrouper contre une nouvelle offensive russe blanche dans le sud de la Russie et dans l'Oural, qui menaçait l'existence même du bolchevisme, et nécessitait donc une attention plus urgente. Au cours du printemps et de l'été 1919, l'armée des volontaires et l'armée du Don d'Anton Dénikine ont envahi tout le centre et l'est de l'Ukraine et ont réalisé des gains significatifs sur d'autres fronts. Pourtant, en hiver, le cours de la guerre s'est inversé de manière décisive et, en 1920, toute l'Ukraine orientale et centrale, à l'exception de la Crimée, était de nouveau aux mains des bolcheviks. Les bolcheviks ont également trahi et vaincu Nestor Makhno, leur ancien allié contre Dénikine.

## Implication polonaise (1920)
De nouveau confrontée à une défaite imminente, l'UNR se tourne vers son ancien adversaire, la Pologne ; et en avril 1920, Józef Piłsudski et Symon Petlioura ont signé un accord militaire à Varsovie pour combattre les bolcheviks. Tout comme l'ancienne alliance avec l'Allemagne, cette décision a partiellement sacrifié la souveraineté ukrainienne : Petlioura a reconnu l'annexion polonaise de la Galicie et a accepté le rôle de l'Ukraine dans le rêve de Piłsudski d'une fédération dirigée par la Pologne en Europe centrale et orientale.
Immédiatement après la signature de l'alliance, les forces polonaises ont rejoint l'armée ukrainienne dans l'offensive de Kiev pour capturer le centre et le sud de l'Ukraine sous le contrôle bolchevique. Initialement réussie, l'offensive atteint Kiev le 7 mai 1920. Cependant, la campagne polono-ukrainienne est une victoire à la Pyrrhus : fin mai, l'Armée rouge dirigée par Mikhaïl Toukhatchevski organise une vaste contre-offensive au sud de Jytomyr qui repousse l'armée polonaise presque complètement hors d'Ukraine, à l'exception de Lviv en Galicie. Dans un autre revirement, en août 1920, l'Armée rouge est vaincue près de Varsovie et forcée de battre en retraite. Les forces blanches, maintenant sous le général Wrangel, a profité de la situation et a lancé une nouvelle offensive dans le sud de l'Ukraine. Dans les circonstances combinées de leur défaite militaire en Pologne, de la nouvelle offensive blanche et des conditions économiques désastreuses dans toute la SFSR russe, ces éléments ont forcé les bolcheviks à rechercher une trêve avec la Pologne.

## Fin des hostilités (1921)
Peu de temps après la bataille de Varsovie, les bolcheviks demandent la paix avec les Polonais. Les Polonais, épuisés et constamment sous la pression des gouvernements occidentaux et de la Société des Nations, et avec son armée contrôlant la majorité des territoires contestés, étaient prêts à négocier. Les Soviétiques font deux offres : l'une le 21 septembre 1920 et l'autre le 28 septembre. La délégation polonaise fait une contre-offre le 2 octobre. Le 5, les Soviétiques proposent des amendements à l'offre polonaise, que la Pologne accepte. Le traité préliminaire de paix et de conditions d'armistice entre la Pologne d'un côté et l'Ukraine soviétique et la Russie soviétique de l'autre a été signé le 12 octobre et l'armistice est entré en vigueur le 18 octobre. Les ratifications ont été échangées à Liepāja le 2 novembre 1920. De longues négociations du traité de paix final s'ensuivirent.
Pendant ce temps, les forces ukrainiennes de Petlioura, qui comptaient désormais 23 000 soldats et contrôlaient des territoires immédiatement à l'est de la Pologne, prévoyaient une offensive en Ukraine pour le 11 novembre mais furent attaquées par les bolcheviks le 10 novembre. Le 21 novembre 1920, après plusieurs batailles, elles furent chassées dans le territoire sous contrôle polonais.
Le 18 mars 1921, la Pologne a signé un traité de paix à Riga, en Lettonie, avec la Russie soviétique et l'Ukraine soviétique. Cela a effectivement mis fin aux obligations d'alliance de la Pologne avec la République populaire ukrainienne de Petlioura. Selon ce traité, les bolcheviks reconnaissaient le contrôle polonais sur la Galicie (ukrainien : Halychyna) et la Volhynie occidentale (la partie occidentale de l'Ukraine) tandis que la Pologne reconnaissait les plus grandes parties centrales du territoire ukrainien, ainsi que les régions orientales et méridionales, dans le cadre de la république socialiste soviétique d'Ukraine.
Après avoir assuré la paix sur le front occidental, les bolcheviks se sont immédiatement déplacés pour écraser les restes du mouvement blanc. Après une dernière offensive sur l'isthme de Perekop, l'Armée rouge envahit la Crimée. Wrangel évacua l'armée des volontaires vers Constantinople en novembre 1920. Après sa défaite militaire et politique, le Directoire continua à garder le contrôle sur certaines de ses forces militaires ; en octobre 1921, il lança une série de raids de guérilla dans le centre de l'Ukraine qui atteignit aussi loin à l'est que l'actuel oblast de Kiev ("province de Kiev"). Le 4 novembre, les guérilleros du Directoire capturent Korosten et saisissent une cache de fournitures militaires. Mais le 17 novembre 1921, cette force est encerclée par la cavalerie bolchevique et détruite.

## Conséquences
Dans l'actuel raïon de Tcherkassy de l'oblast de Tcherkassy (alors dans le gouvernement de Kiev), un homme local nommé Vasyl Chuchupak (en) a dirigé la république de Kholodnoïarsk qui luttait pour l'indépendance de l'Ukraine. Il a duré de 1919 à 1922, ce qui en fait le dernier territoire détenu par des partisans armés d'un État ukrainien indépendant avant l'incorporation de l'Ukraine à l'Union soviétique sous le nom de RSS d'Ukraine.
En 1922, la guerre civile russe touchait à sa fin en Extrême-Orient et les communistes proclamèrent l'Union des républiques socialistes soviétiques (URSS) comme fédération de la Russie, de l'Ukraine, de la Biélorussie et de la Transcaucasie. Le gouvernement soviétique ukrainien était presque impuissant face à un appareil monolithe centralisé du Parti communiste basé à Moscou. Dans le nouvel État, les Ukrainiens ont d'abord joui d'une position de nation titulaire pendant les périodes d'indigénisation et d'ukrainisation. Cependant, en 1928, Joseph Staline avait consolidé son pouvoir en Union soviétique. Ainsi, une campagne de répression culturelle a commencé, culminant dans les années 1930 lorsqu'une famine massive, l'Holodomor, a frappé la République, faisant plusieurs millions de morts. La partie de l'Ukraine sous contrôle polonais a connu un sort différent : il y avait très peu d'autonomie, tant sur le plan politique que culturel, mais elle n'a pas été affectée par la famine. À la fin des années 1930, les frontières intérieures de la RSS d'Ukraine ont été redessinées, mais aucun changement significatif n'a été apporté.
Le statut politique de l'Ukraine est resté inchangé jusqu'au pacte molotov-ribbentrop entre l'URSS et l'Allemagne nazie en août 1939, dans lequel l'Armée rouge s'est alliée à l'Allemagne nazie pour envahir la Pologne et incorporer la Volhynie et la Galicie dans la RSS d'Ukraine. En juin 1941, l'Allemagne et ses alliés envahissent l'Union soviétique et conquièrent complètement l'Ukraine au cours de la première année du conflit. À la suite de la victoire soviétique sur le front oriental de la Seconde Guerre mondiale, à laquelle les Ukrainiens ont grandement contribué, la région de la Ruthénie des Carpates (anciennement partie de la Hongrie avant 1919, de la Tchécoslovaquie de 1919 à 1939, de Hongrie entre 1939 et 1944, et de nouveau de Tchécoslovaquie de 1944 à 1945) a été incorporée à la RSS d'Ukraine, tout comme certaines parties de la Pologne de l'entre-deux-guerres (en). L'expansion finale de l'Ukraine a eu lieu en 1954, lorsque la Crimée a été transférée à l'Ukraine depuis la Russie avec l'approbation du dirigeant soviétique Nikita Khrouchtchev.

## Héritage
La guerre est dépeinte dans le roman de Mikhaïl Boulgakov, La Garde blanche.
De nombreuses chansons folkloriques ont été écrites de 1918 à 1922 qui ont été inspirées par les personnes et les événements de ce conflit. Oï ou louzi tchervona kalyna et Oï vydno selo ont été inspirés par l'unité des fusiliers de la Sitch de l'armée austro-hongroise, qui est devenue le bataillon central de l' armée ukrainienne galicienne de la République populaire d'Ukraine occidentale. Pisnia pro Tioutiounnyk a été inspiré par les événements entourant le commandant de la brigade de l'Armée populaire ukrainienne Iouriy Tioutiounnyk. Une autre chanson écrite à cette époque était Za Oukraïnou (en). Ces « chansons de guerre » ont été de nouveau chantées publiquement dans la partie ouest de la RSS d'Ukraine après l'introduction de la glasnost (en ukrainien : hlasniste) par le dirigeant soviétique Mikhaïl Gorbatchev, et a retrouvé sa popularité dans toute l'Ukraine après l'indépendance, en particulier lors de l'invasion russe de l'Ukraine en 2022.
Un autre héritage musical de cette période fut la Capella de la République ukrainienne (en) (futur Chœur national ukrainien), créée au début de l'année 1919 par le gouvernement de la direction de Symon Petlioura. Sous la direction d'Alexander Kochetz, le Capella/Chorus fit une tournée en Europe et en Amérique du Nord de 1919 à 1921 et en exil de 1922 à 1927 ; popularisant les chansons "Chtchedryk" et "Oi Khodyt Son Kolo Vikon (en)", qui ont respectivement influencé la composition des chansons populaires en anglais "Carol of the Bells" et "Summertime".
Au XXIe siècle, le drapeau de la République de Kholodnyi Yar a été vu lors des manifestations d'Euromaïdan et a ensuite été utilisé par le bataillon Azov pendant la guerre du Donbass.

## Galerie

Les armoiries de la République populaire ukrainienne (1917-1918); restauré sous le Directoire (novembre 1918-1921).
Le premier drapeau de la République populaire ukrainienne, utilisé de fin 1917 à mars 1918.
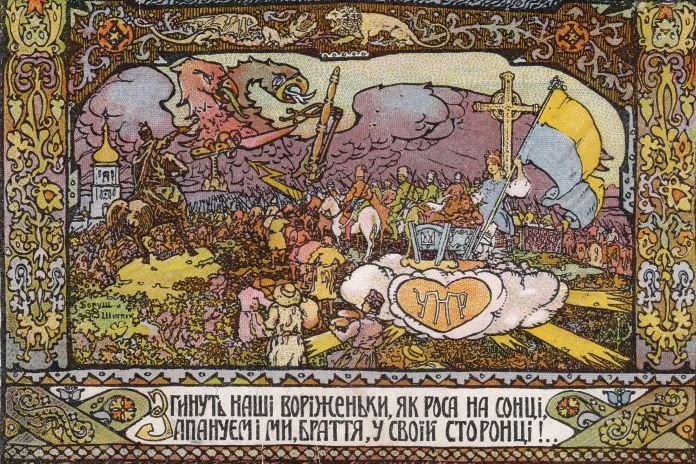
Un dépliant de propagande en faveur de la République populaire ukrainienne ; conçu par B. Shippikh à Kiev en 1917.
Le drapeau de la "République populaire ukrainienne des Soviets" basée à Kharkov en 1918.
Le drapeau de la RSS d'Ukraine en 1919 ; notez l'acronyme de la langue ukrainienne "УCPP" dans le canton (en).
Les armoiries de l'État ukrainien de Skoropadsky ("Hetmanat") en 1918.
Le drapeau utilisé par l'État ukrainien de Skoropadsky en 1918 ; La direction de Petlioura a conservé le drapeau de Skoropadsky pour leur République populaire ukrainienne relancée (novembre 1918-1921).